# 창진이 마음
《창진이 마음》은 2019년에 제작한 대한민국의 영화이다.

## 캐스팅

### 주연
- 장선 : 고명현 역
- 노강민 : 권창진 역

### 조연
- 김안나 : 은미샘 역

### 특별출연
- 최은경
- 김태희

## 수상
- 2018년 제16회 아시아나국제단편영화제 수상 아시아펀드상 (궁유정)
- 2019년 제45회 서울독립영화제 수상 관객상 (궁유정), 열혈스태프상 (조영천)
- 2019년 제17회 아시아나국제단편영화제 국내경쟁부문
- 2020년 제20회 전북독립영화제 수상 배우상 (노강민), 다부진상(우수상), 관객상 (궁유정)
- 2020년 제18회 피렌체 한국영화제 상영작
- 2020년 제15회 시네 바캉스 서울 상영작
- 2020년 제13회 진주같은영화제 일단단편섹션